# Jessica Utts
Jessica Utts (née en 1952) est parapsychologue et professeur émérite de statistiques à l'université de Californie à Irvine. Elle est connue pour ses manuels sur les statistiques et ses recherches sur la vision à distance ou remote viewing en anglais,.
Elle est membre du conseil d'administration de l'International Remote Viewing Association (IRVA).

## Enseignement de la statistique
En 2003, Utts publie un article dans American Statistician, une revue publiée par la Société américaine de statistique, appelant à des changements importants dans l'enseignement statistique au niveau du collège. Dans l'article, elle fait valoir que les programmes d'études couvrent bien le côté mathématique des statistiques, mais qu'ils enseignent mal aux étudiants les compétences nécessaires pour interpréter correctement les résultats statistiques dans les études scientifiques. Elle estime que les erreurs courantes trouvées dans les articles de presse, telles que l'interprétation erronée courante selon laquelle les études corrélatives montrent une causalité, seraient réduites si des modifications importantes étaient apportées aux cours de statistiques standard.
En 2016, Utts est la 111e présidente de la Société américaine de statistique. Elle est membre de l'American Statistical Association, et également membre de l'Institut de statistique mathématique.

## Enquête sur la vision à distance
En 1995, les American Institutes for Research (AIR) forment un panel composé principalement d'Utts et Ray Hyman (en) pour évaluer un projet d'enquête sur la vision à distance pour les applications d'espionnage, le Stargate Project; qui est financé par la Central Intelligence Agency et la Defense Intelligence Agency, et réalisée initialement par le Stanford Research Institute, puis par le SAIC.
Un rapport d'Utts  affirme que les résultats sont des preuves du fonctionnement psychique, mais Hyman dans son rapport soutient que la conclusion d'Utts selon laquelle l'ESP a été prouvée, en particulier la précognition, est prématurée et que les résultats ont pas été reproduits de manière indépendante.
Selon Hyman, « la quantité écrasante de données générées par les téléspectateurs est vague, générale et loin de la cible. Les quelques résultats apparents sont exactement ce à quoi nous nous attendrions si rien d'autre que des suppositions raisonnables et une validation subjective ne fonctionnaient. »
Le financement du projet est interrompu après la publication de ces rapports. Jessica Utts co-écrit des articles avec le parapsychologue Edwin May, qui reprend Stargate en 1985. Le psychologue David Marks note que comme Utts a publié des articles avec May « elle n'était pas indépendante de l'équipe de recherche. Sa nomination au comité d'examen est déroutante; une évaluation est susceptible d'être moins que partielle lorsqu'un évaluateur n'est pas indépendant du programme à l'étude. »

## Ouvrages
- Seeing Through Statistics, 3e édition (2005) - L'utilisation de méthodes statistiques pour résoudre des problèmes du monde réel et pour mieux comprendre l'application des statistiques en plus de simplement les calculer.
- Mind On Statistics, 4e édition (2012), avec RF Heckard - Manuel pour un cours d'introduction aux statistiques, mettant l'accent sur la compréhension de l'utilisation des statistiques dans la vie quotidienne.